# James S. A. Corey
A „James S. A. Corey” megnevezés írói álnév, amit Daniel Abraham és Ty Franck használ közösen. Első közös művük a kilenckötetesre tervezett „A Térség” (The Expanse) sci-fi könyvsorozat, melyből nagy sikerű filmsorozat is készült. Bár magyarra "A Térségnek" fordítják, a cím eredeti jelentése közelebb áll a magyar 'kiterjedés' jelentéséhez, amely mind a sorozatban, mind a regényben több mindenre utal egyszerre (az emberiség kiterjedése a világűrben, a protomolekula kiterjedése, szétszóródása, az emberi felfogóképesség kiterjedése stb). 
Az álnév első és utolsó része Abraham és Franck középső nevéből származik, az „S. A.” pedig Abraham lányának (Scarlet Abraham) monogramja. A név egyben utalás az 1970-es évek űropera szerzői írói nevének szerkezetére.

## Írói karrier
A „James S. A. Corey” írói álnév alatt Daniel Abraham fantasy-író és Ty Franck (akkoriban George R. R. Martin személyi titkára) 2011-ben kezdett közösen dolgozni. Együtt írták meg a Leviathan Wakes („Leviatán ébredése”) című sci-fi regényt, ami a The Expanse (magyarul „A Térség”) könyvsorozat első része.
A Leviathan Wakes-t 2012-ben Hugo-díjra jelölték a „legjobb regény” kategóriában, és Locus-díjra a „legjobb sci-fi regény” kategóriában.
A sorozatban az Abaddon's Gate („Abaddon kapuja”) elnyerte a Locus-díjat.
Az Orbit Books kiadó szerződést kötött a szerzőkkel az Expanse sorozat kilenc kötetre való bővítéséről.
A könyvek megjelenése között rövidebb írások is megjelentek, ezek között az első a The Butcher of Anderson Station: A Story of The Expanse című elbeszélés. Ez 2011-ben e-könyv formában jelent meg. Ezt követte a 69 oldalas Gods of Risk elbeszélés, ami 2012 szeptemberében e-könyv formában jelent meg. A Drive című elbeszélést 2012 novemberében adták ki az Edge of Infinity című antológia részeként. Egy másik elbeszélés, a The Churn 2014. április 29-én jelent meg
A fenti novellák cselekménye kapcsolódik „A Térség” témaköréhez.
A szerzők Star Wars regényt is írtak, ennek címe Honor Among Thieves (a Random House 2014-ben, a Szukits „Tolvajbecsület” címen 2015-ben adta ki), és „A Térség” témakörétől független A Man Without Honor elbeszélést, ez az Old Mars című antológiában jelent meg George R. R. Martin szerkesztésében.

## Bibliográfia

### „A Térség” sorozat(The Expanse)
(elöl a magyar cím, zárójelben a magyar és az eredeti nyelven való első megjelenés dátuma)
- Leviatán ébredése (ford. Galamb Zoltán; FuMax, Bp., 2013) – (Leviathan Wakes) (2011. június 15.)
- Kalibán háborúja (ford. Galamb Zoltán; FuMax, Bp., 2014) – (Caliban's War) (2012. június 26.)
- Abaddon kapuja (ford. Galamb Zoltán; FuMax, Bp., 2014) – (Abaddon's Gate) (2013. június 4.)
- Cibola meghódítása (ford. Galamb Zoltán; FuMax, Bp., 2015) – (Cibola Burn) (2014. június 5.)
- Nemezis játékai (ford. Galamb Zoltán; FuMax, Bp., 2016) – (Nemesis Games) (2015. június 2.)
- Babilon hamvai (FuMax, Bp., 2017) – (Babylon's Ashes) (2016. december 6.)
- Perszepolisz felemelkedése (FuMax, Bp., 2018) – (Persepolis Rising) (2017. december 5.)
- Tiamat dühe (ford. Galamb Zoltán; FuMax, Bp., 2019) – (Tiamat's Wrath) (2019. március 26.)
- Leviatán bukása (ford. Galamb Zoltán; FuMax, Bp., 2022) – (Leviathan falls) (2021. november 30.)

#### Elbeszélések „A Térség” témakörben
- The Butcher of Anderson Station (2011)
- Gods of Risk (2012)
- Drive (2012)
- The Churn (2014)
- The Vital Abyss (2015)
- Strange Dogs (2017)

### Egyéb művek

#### Regény, magyarul
- Honor Among Thieves (Star Wars: Empire and Rebellion, book 2) (2014)
- Tolvajbecsület; ford. Szente Mihály; Szukits, Szeged, 2015

#### Elbeszélés
- "A Man Without Honor", Old Mars antológia, szerk. George R. R. Martin és Gardner Dozois (2013)
- "Silver and Scarlet" (Star Wars történet), Star Wars Insider No. 148 (2014)
- "The Drones", Popular Science (2015)
- "Rates of Change", Meeting Infinity antológia, szerk. Jonathan Strahan (2015)
- "The Hunger After You're Fed", Wired (2016)